# Shweta Tiwari
Shweta Tiwari (née le 4 octobre 1980) est une actrice indienne. Elle est connue pour son interprétation de Prerna Bajaj dans la série Kasautii Zindagii Kay sur Star Plus. Elle est la gagnante de la 4e saison de l'émission de téléréalité Bigg Boss.

## Vie privée
Tiwari a épousé l'acteur Raja Chaudhary en 1998 et ils ont une fille Palak. Elle a demandé le divorce en 2007 après neuf ans de mariage. Tiwari a indiqué qu'elle souffrait d'une relation problématique caractérisée par l'alcoolisme et la violence de Raja. Elle se plaignait qu'il la battait tous les jours. Il est apparu sur le tournage de son émission et s'est mal comporté avec elle,.
Tiwari et l'acteur Abhinav Kohli se sont mariés le 13 juillet 2013 après près de trois ans de fréquentation.  Ils ont un fils le 27 novembre 2016,. Des rapports de problèmes dans leur mariage sont apparus pour la première fois en 2017. En août 2019, Tiwari a déposé une plainte pour violence domestique contre Kohli, dans laquelle elle allègue que Kohli la persécute ainsi que sa fille Palak. Kohli a été placé en garde à vue,. Plus tard, via une publication sur Instagram, Palak a expliqué que Kohli l'avait agressée verbalement, mais pas physiquement. Tiwari et Kohli se sont séparés en 2019.

## Carrière
Sa première apparition à la télévision a été dans l'émission Kaahin Kissii Roz, et, ensuite, dans le rôle principal de Prerna Bajaj dans la série Kasautii Zindagi Kay, qui était diffusé entre 2001 et 2008.
En 2010, Tiwari a participé à la quatrième saison de l'émission de téléréalité Bigg Boss. Elle a gagné la saison le 8 janvier 2011.
En 2013, elle a joué le rôle de Sweety Ahluwalia dans Parvarrish - Kuchh Khattee Kuchh Meethi.
En 2015, elle a joué Bindiya Rani dans la série télévisée Begusarai.

## Télévision
| Année     | Série                                   |
| --------- | --------------------------------------- |
| 2001      | Kaahin Kissii Roz                       |
| 2001–2008 | Kasautii Zindagii Kay                   |
| 2003      | Khichdi                                 |
| 2006      | Nach Baliye 2                           |
| 2007      | Naaginn                                 |
| 2008–2009 | Jaane Kya Baat Hui                      |
| 2009      | Yeh Rishta Kya Kehlata Hai              |
| 2009      | Iss Jungle Se Mujhe Bachao              |
| 2009      | Jhalak Dikhhla Jaa 3                    |
| 2010–2011 | Bigg Boss 4                             |
| 2011      | Yahaaan Main Ghar Ghar Kheli            |
| 2011      | Adaalat                                 |
| 2011      | Sajan Re Jhoot Mat Bolo                 |
| 2011      | Comedy Circus Ka Naya Daur              |
| 2011–2013 | Parvarrish – Kuchh Khattee Kuchh Meethi |
| 2012–2015 | Rangoli                                 |
| 2013      | Jhalak Dikhhla Jaa 6                    |
| 2014      | Comedy Nights with Kapil                |
| 2014      | Baal Veer                               |
| 2015–2016 | Begusarai                               |
| 2019      | Hum, Tum and Them                       |

## Filmographie
| Année | Film                |
| ----- | ------------------- |
| 2004  | Madhoshi            |
| 2004  | Aabra Ka Daabra     |
| 2008  | Trinetra            |
| 2009  | Apni Boli Apna Des  |
| 2009  | Devru               |
| 2010  | Benny And Babloo    |
| 2011  | Bin Bulaye Baraati  |
| 2011  | Miley Naa Miley Hum |
| 2012  | Married 2 America   |
| 2012  | Yedyanchi Jatra     |
| 2012  | Sultanat (en)       |
| 2018  | Six X               |